# 緬丘爾山
48°5′30″N 24°35′45″E / 48.09167°N 24.59583°E

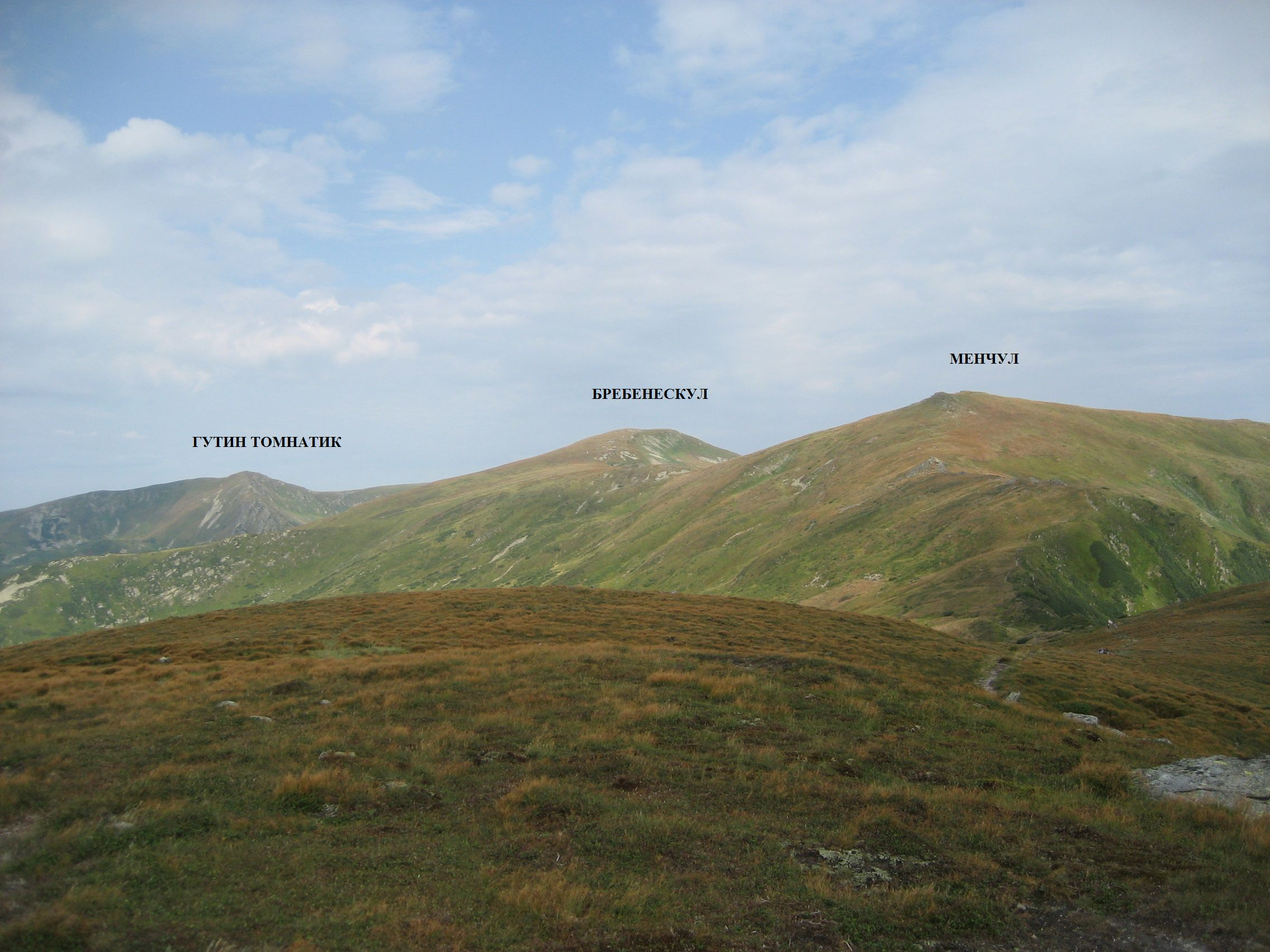

緬丘爾山是烏克蘭的山峰，位於該國西部，處於伊萬諾-弗蘭科夫斯克州和外喀爾巴阡州接壤的邊界，屬於喀爾巴阡山脈的一部分，海拔高度1,998米。